# هرمایونی جینگولد
هرمایونی جینگولد (انگلیسی: Hermione Gingold؛ ۹ دسامبر ۱۸۹۷ – ۲۴ مهٔ ۱۹۸۷) یک هنرپیشه، بازیگر سینما، و خواننده اهل انگلستان بود.

## بخشی از فیلمشناسی
از فیلم‌ها یا برنامه‌های تلویزیونی که وی در آن نقش داشته‌است می‌توان به آثار زیر اشاره کرد.
- آقای پیکویک (فیلم ۱۹۵۲) (1952)
- دور دنیا در هشتاد روز (1956)
- ژی‌ژی (1958)
- مرد موسیقی (فیلم ۱۹۶۲) (1962)
- موسیقی کوتاه شبانه (1977)
- گاربو حرف می‌زند (1984)
- آلفرد هیچکاک تقدیم می‌کند (1960)
- آیرونساید (مجموعه تلویزیونی) (1970)